# Flechas de truco
Las Flechas de Truco son dispositivos de proyectiles que se ven en varios medios de ficción. Las flechas de truco se disparan con arcos como flechas pero pueden poseer una función especializada (tecnológica o mágica) como cargas explosivas compactas o taladros giratorios. A menudo se encuentran en el mundo de los superhéroes de los cómics, utilizados por los arqueros como Flecha Verde de DC Comics y Hawkeye de Marvel Comics.
En algunas representaciones, particularmente durante la Edad de Plata, a veces se muestra que las flechas trucadas desafían las leyes de la física y la realidad, en diversos grados.

## Descripción general de otros medios
Las flechas de truco son generalmente tecnológicas, aunque pueden ser mágicas, como las utilizadas por los personajes de cómic Celestial Archer y Maya, o Hank the Ranger de la serie de televisión Dungeons & Dragons.
Se vieron flechas explosivas en la película Rambo: First Blood Part II y Rambo III protagonizada por Sylvester Stallone (un ávido usuario de arco). Las puntas de flecha explosivas utilizadas en la película son solo accesorios; son Razorback 5 puntas de flecha con su cubierta protectora puesta. Las cubiertas cónicas fueron pintadas a mano con pintura dorada con puntas negras para que se vean como ojivas RPG. La caja en la que los almacena Rambo es la caja original de fábrica pintada de negro, con advertencias escritas. Las flechas se construyeron específicamente como accesorios para ambas películas y no funcionan como se representan.
En la película Predator se utilizó una variedad de acción viva de flecha explosiva, kit-bashed de dos granadas M203. El personaje de la serie de antología de superhéroes de Yeoman de Wild Cards también hace ocasionalmente uso de flechas explosivas. Bo y Luke Duke de Los Dukes de Hazzard usaron flechas con dinamita atadas a ellos porque se les prohibió tener armas de fuego después de ser atrapados por el alcohol ilegal. Las flechas de trucos también se presentaron en el libro Sinsajo, el tercer libro de la serie de los Juegos del Hambre, cuando tanto la heroína, Katniss Everdeen, como su amigo Gale Hawthorne use flechas especiales contra el Capitolio, incluyendo flechas de fuego y flechas explosivas diseñadas por su colega científico, Beetee.
En la serie de juegos de computadora Thief, el personaje principal Garret emplea varios tipos diferentes de flechas para alterar el entorno o para ayudar en el juego; como Flechas de agua (para apagar antorchas o salpicar sangre), Flechas de musgo (para crear una "alfombra" para caminar silenciosamente), Flechas de cuerda (para unir una cuerda a una superficie que se puede usar para escalar a lugares que de otra manera serían inalcanzables) Vine Arrows, Fire Arrows etc.

## Flechas de truco de Green Arrow
Oliver Queen es el héroe arquero principal de DC Comics. Sus flechas a lo largo de muchas décadas (historias de varios tonos y grados de seriedad) han incluido:
- Flecha  Acetylene
- Flecha Ácido (contiene un vial de ácido altamente corrosivo que se libera al impactar)
- Flecha Ast
- Flecha de Aqua Lung
- Flecha de  Ojiva atómica (contiene una ojiva atómica extremadamente miniaturizada)
- Flecha de avalancha
- Flecha Sonajero de bebé
- Flecha Cebo
- Flecha del globo
- Flecha del sabueso
- Flecha de  Bola
- Flecha Boomerang
- Flecha  Guante de boxeo
- Flecha de chicle
- Flecha Buzzsaw
- Flecha Cat
- Flecha Deshollinador
- Flecha Cryonic (Congelación)
- Flecha con punta de diamante
- Flecha Donut
- Flecha de perforación (con punta con una broca motorizada)
- Flecha  EMP aparecen por primera vez en   Smallville  episodio (Temporada 6), Reunión . Está diseñado para deshabilitar dispositivos electrónicos.
- Flecha explosiva (contiene una carga explosiva compacta simple)
- Flecha de uranio falso
- Flecha Fan
- Extintor de Flecha
- Flecha de petardo
- Flecha Bengala
- Flecha Pluma estilográfica
- Flecha  Pegamento
- Flecha Arpeo
- Flecha Fuego griego
- Flecha Esposas (inclinada con un par de esposas que se cierran alrededor de la muñeca de una persona en caso de impacto, si se apunta correctamente)
- Flecha Harpoon
- Flecha de corte de hielo
- Flecha de tinta
- Flecha Kryptonita (contiene un isótopo de Kryptonite, que se usará contra Kryptonianos como Superman o Supergirl en caso de que se vuelvan rebeldes)
- Flecha de Lariat
- Flecha Mágica (introducida en injusticia 2 series de cómics, este tipo de flecha puede perforar cualquier tipo de bola mágica, haz o escudo)
- Flecha Flare de Magnesio
- Mini-flecha
- Flecha Momia
- Máquina molecular - La flecha aparece en  Arrowverse , como una flecha que contiene nanites que emiten una frecuencia capaz de desactivar la súper velocidad de Fuerza de la Velocidad.
- Flecha Red (contiene una malla de nylon accionada por resorte que se libera y enreda al objetivo en el impacto)
- Flecha Metal Nth (para usar contra seres sobrenaturales. Se usa en un episodio de Batman: The Brave and the Bold).
- Flecha Pincel
- Flecha de paracaídas
- Flecha Barra de hierbabuena
- Flecha cuántica (en realidad dos flechas que se utilizarán simultáneamente, una disparada por Green Arrow y otra por su compañero Speedy. Se usa en un episodio de  JLU, "Patriot Act").
- Lluvia de flechas
- Flecha Reflectora
- Flecha de cuerda
- Flecha de agrietamiento seguro
- Flecha de pantalla de humo (libera una amplia corriente de humo que oscurece e inofensivo en el aire después de ser despedido)
- Flecha Sonica
- Flecha Arma de electrochoque
- Flecha solar
- Flecha Gas lacrimógeno
- Flecha de trampa
- Flecha TriClamp (la flecha se separa en tres abrazaderas tipo esposas)
- Flecha Estepicursor
- Flecha paraguas
- Flecha Vibranium (La flecha hecha de vibranium y todo el cuerpo y la punta es de vibranio cuando toca con cualquier cosa o con cualquiera y la jaula de vibranium y que no puede ser movida por ningún tipo de poderes mágicos ni por ninguna bomba y teletransporte)
- uranio (todo el cuerpo y la punta formados por uranio afectan como una jaula de uranio y no se pueden romper con ninguna bomba ni nada y no se pueden teletransportar)

### Flechas aqua de Green Arrow
El Aqua-Bow era un cruce entre un fusil y una ballesta de World's Finest Comics vol. 1 # 130 (diciembre de 1962).
- Flecha eléctrica de la anguila (libera un choque leve y punzante)
- Flecha Glowfish (se asemeja a un pez luminoso que nada en las profundidades oscuras, se ilumina como un reflector)
- Flecha Medusa (en forma de medusa, cubre el objetivo con una sustancia pegajosa y pegajosa)
- Flecha Pulpo (dispara una nube de tinta alrededor de su objetivo)

### Miss Arrowette
Arrowette, una versión femenina de Green Arrow, usó flechas trucadas con un tema femenino estereotípico:
- Flecha de tinte de pelo
- Flecha horquilla
- Flecha de loción
- Flecha Lima de uñas
- Flecha de aguja e hilo
- Flecha de puff en polvo
- Flecha de Burbuja de jabón

### Speedy
La miniserie Infinite Crisis introdujo una flecha única de la Zona Fantasma, utilizada por el amigo de Green Arrow, Mia Dearden / Speedy.
- Flecha Zona Fantasma

## Flechas de truco de Hawkeye
Las flechas de truco utilizadas por Hawkeye de Marvel, incluyen pero no se limitan a:
- Flechas ácidas
- Flechas Adamantium (a menudo combinadas con punta de flecha eléctrica)
- Flecha explosiva (explosiva)
- Flechas romas
- Flechas  Bola
- Punta de flecha Boomerang (permite que una flecha regrese al tirador)
- Flecha Cable (lo que le permite balancearse en el aire)
- Flecha eléctrica
- Flecha Flare
- Flecha de congelación
- Flecha de pegamento
- Flecha Hacking
- Flecha Nuclear Localizada
- Flecha Flare de Magnesio
- Punta de flecha magnética (se adhiere a superficies metálicas, se puede agregar a otras flechas)
- Flecha magno-voltios
- Flecha Neta
- Flecha de paracaídas
- Flecha de Masilla (se adhiere a superficies rugosas y puede detener la maquinaria expuesta)
- Flecha de Partículas Pym Particles (aumenta o disminuye el tamaño de un objeto o oponente)
- Punta de flecha del cohete (aumenta el rango, se puede agregar a otras flechas)
- Flecha de metralla
- Flecha de humo
- Flecha Sonica
- Punta de flecha de la ventosa (se adhiere a superficies lisas, se puede agregar a otras flechas)
- Flecha de Gas lacrimógeno
- Flecha térmica (incendiaria)
- Flecha de gas tóxico
- Flecha Vibranium Flecha (debe tener un suplemento de punta de flecha magnética, de masilla o ventosa para adherirse al objetivo; atenúa las energías cinética y vibratoria)

## Ciudad de Héroes / Villanos
Estos juegos multijugador masivos basados en Superhéroes tenían un conjunto de poderes de Flecha truca como un conjunto de potencia principal para los Defensores y un conjunto secundario para Controladores, Corruptores y Mente Maestra. Las flechas disponibles en CoH fueron:
- Flecha Ácida
- Flecha de interrupción
- Flecha EMP
- Flecha de enredo
- Flecha Rápida
- Flecha de pegamento
- Flecha de hielo
- Flecha de petróleo pulido (que puede ser inflamada por un ataque de energía en Flaming Oil Slick)
- Flecha de gas venenoso